# Euchromius cornus
Euchromius cornus là một loài bướm đêm trong họ Crambidae.